# Telegraph (Isles of Scilly)
Telegraph – osada w Anglii, na wyspach Scilly, w hrabstwie ceremonialnym Kornwalia. Leży 59 km na zachód od miasta Penzance i 470 km na zachód od Londynu.